# رمز الخدمة الصامت

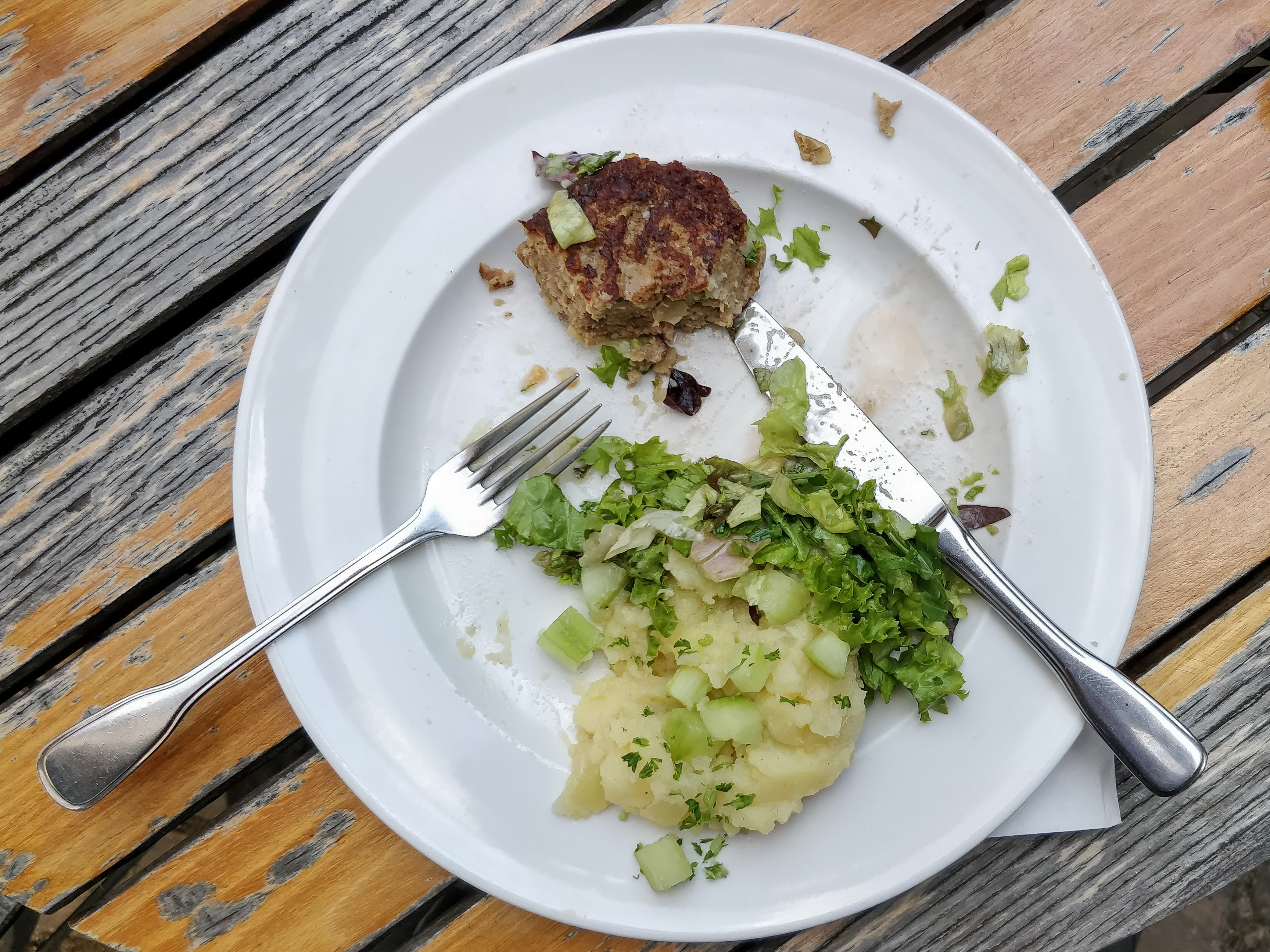
صورة توضح طريقة وضع الأدوات على الطبق بعد الانتهاء من الوجبة

رمز الخدمة الصامت هو وسيلة «للتحدث» إلى الخوادم أثناء الوجبة دون أن ينبس ببنت شفة، وذلك لإخبارهم بشكل أساسي أن العشاء قد انتهى. هذا سيمنع أي مواقف محرجة حيث سيأخذ الخادم الوجبة قبل الأوان.
لإخبار الخادم بأنك انتهيت، ضع منديلك على يسار الطبق، وضع كل أدواتك معًا في وضع «شكل الساعة 4» على طبقك.
تشير الأواني المتقاطعة على طبق إلى أن تناول العشاء لم ينته.
إذا كان لا بد من المغادرة أثناء الوجبة، فيجب عليك وضع المنديل على كرسيك لتجنب أي ارتباك.
يتم تدريس الرمز دائمًا تقريبًا خلال دروس آداب تناول الطعام في العمل.